# Mentawai-Dreistreifenhörnchen
Das Mentawai-Dreistreifenhörnchen (Lariscus obscurus) ist eine Hörnchenart aus der Gattung der Schwarzstreifenhörnchen (Lariscus). Es kommt ausschließlich und damit endemisch auf den Mentawai-Inseln vor der Küste Sumatras vor.

## Merkmale
Das Mentawai-Dreistreifenhörnchen erreicht eine Kopf-Rumpf-Länge von etwa 18,7 bis 20,2 Zentimetern bei einem Gewicht von etwa 240 Gramm. Der Schwanz wird 8,6 bis 9 Zentimeter lang und ist damit deutlich kürzer als der restliche Körper. Die Rückenfärbung der Tiere ist dunkelbraun, die Rückenstreifen sind nur undeutlich abgesetzt. Auch der Bauch ist dunkelbraun ohne einen sandfarbenen Einschlag, im Zentrum kann er einen hellen Bereich aufweisen. Typisch für die Art ist eine verhältnismäßig lange Schnauze.

## Verbreitung
Das Mentawai-Dreistreifenhörnchen kommt ausschließlich und damit endemisch auf den Mentawai-Inseln vor der Küste Sumatras, Indonesien vor. Dabei ist es sowohl auf Sipora und Siberut wie auch auf Nord- und Südpagai anzutreffen.

## Lebensweise
Über die Lebensweise des Mentawai-Dreistreifenhörnchens liegen nur begrenzte Informationen vor. Es ist tagaktiv mit Hauptaktivitätszeiten am Morgen und Spätnachmittag und lebt primär am Boden. Es kommt in Primärwäldern und vor allem in Sekundärbeständen und Gebüschen sowie an Waldrändern vor. Es ernährt sich überwiegend von herabgefallenen Früchten und Samen sowie von Insekten und anderen Kleintieren. Die Nahrungszusammensetzung besteht dabei zu etwa 80 % aus vegetarischer und zu 20 % aus tierischer Nahrung. Das Hörnchen baut Nester in Baumhöhlen und umgefallenen Bäumen.
Gemeinsam mit dem Mentawai-Hörnchen (Callosciurus melanogaster), dem Mentawai-Gleithörnchen (Iomys sipora), dem Siberut-Gleithörnchen (Petinomys lugens), dem Sipora-Gleithörnchen (Hylopetes sipora), Leopoldamys siporanus, Maxomys pagensis, Chiropodomys karlkoopmani, Rattus lugens und dem Mentawai-Baumhörnchen (Sundasciurus fraterculus) stellt das Mentawai-Dreistreifenhörnchen die endemische Nagetierfauna der Mentawai-Inseln dar.

## Systematik
Das Mentawai-Dreistreifenhörnchen wird als eigenständige Art innerhalb der Gattung der Schwarzstreifenhörnchen (Lariscus) eingeordnet, die aus vier Arten besteht. Die wissenschaftliche Erstbeschreibung stammt von Gerrit Smith Miller aus dem Jahr 1903, der die Art anhand von Individuen von Südpagai beschrieb. Die Art wurde zeitweise dem Dreistreifenhörnchen (Lariscus insignis) und auch dem Niobe-Schwarzstreifenhörnchen (Lariscus niobe) zugeordnet.
Innerhalb der Art werden gemeinsam mit der Nominatform drei Unterarten unterschieden:
- Lariscus o. obscurus: Nominatform, kommt auf der Insel Südpagai vor.
- Lariscus o. auroreus: Die Untertart kommt auf Nordpagai vor und hat einen mehr rötlichen und weniger gelblichen Felleinschlag als die Nominatform.
- Lariscus o. siberu: Die Untertart kommt auf Siberut vor. Bei dieser Form ist die Bauchseite fein schwarz-gräulich und hell-ockerfarben, die Schnauze und die Wangen sind grauer als bei der Nominatform und der Schwanz ist schwärzer als die Rückenfärbung.

## Status, Bedrohung und Schutz
Das Mentawai-Dreistreifenhörnchen wird von der International Union for Conservation of Nature and Natural Resources (IUCN) als potenziell gefährdete Art („Near threatened“) eingestuft. Obwohl es in einem räumlich sehr begrenzten Gebiet von weniger als 20.000 km2 vorkommt, ist es vor allem auf der Insel Siberut vergleichsweise häufig und anpassungsfähig an Lebensraumveränderungen.

## Belege
1. 1 2 3 4  Richard W. Thorington Jr., John L. Koprowski, Michael A. Steele: Squirrels of the World. Johns Hopkins University Press, Baltimore MD 2012; S. 171–172. ISBN 978-1-4214-0469-1
2. 1 2 3  Lariscus obscurus in der Roten Liste gefährdeter Arten der IUCN 2014.3. Eingestellt von: K. Aplin, D. Lunde, 2008. Abgerufen am 9. April 2015.
3. ↑  Don E. Wilson & DeeAnn M. Reeder (Hrsg.): Leopoldamys siporanus in Mammal Species of the World. A Taxonomic and Geographic Reference (3rd ed).
4. 1 2 3  Lariscus obscurus In: Don E. Wilson, DeeAnn M. Reeder (Hrsg.): Mammal Species of the World. A taxonomic and geographic Reference. 2 Bände. 3. Auflage. Johns Hopkins University Press, Baltimore MD 2005, ISBN 0-8018-8221-4.